# Općina Kisela Voda
Kisela Voda (makedonski:Кисела Вода) je jedna od 10 općina koje tvore grad Skoplje, glavni grad [[[Sjeverna Makedonija|Sjeverne Makedonije]].

## Zemljopisne odlike
Općina Kisela Voda graniči sa; Općinom Karpoš na sjeverozapadu, Općinom Centar na sjeveru, Općinom Aerodrom na sjeveroistoku, Općinom Studeničani na jugu, i Općinom Sopište na zapadu.

## Stanovništvo
Po posljednjem službenom popisu 2002 općina Kisela Voda imala je 57 236 stanovnika.
Nacionalni sastav:
- Makedonci 52 478
- Srbi = 1 426
- Ostali

## Vanjske poveznice
- Službene stranice općine  Arhivirana inačica izvorne stranice od 12. veljače 2009. (Wayback Machine) (mak.)
- Kisela Voda info (engl.)